# Алмази для Марії
«Алмази для Марії» (рос. «Алмазы для Марии») — радянський художній фільм 1975 року, знятий кіностудією «Мосфільм».

## Сюжет
Марія та Іван працюють на алмазній фабриці. Скоро день їхнього весілля, а Івана мучить минуле: під час його перебування в ув'язненні ватажок зграї передав йому мішечок з алмазами для надійного зберігання. Повернути «камінчики» фабриці — значить заявити про себе як про пособника злочину, викинути — шкода, а залишити для Марії — значить знищити любов. Незабаром «дружок» дав про себе знати і зажадав повернути борг. І тоді Іван вирішив розрахуватися з бандитом…

## У ролях
- Ніна Попова — Марія
- Володимир Гусєв — Іван Гущин
- Любов Соколова — Дар'я Степанівна, мати Марії
- Еммануїл Віторган — «Капелан»
- Наталія Дрожжина — Ніна Курганова, подруга Марії
- Володимир Самойлов — Фома
- Анатолій Соловйов — Григорій Олександрович, електрик, пахан
- Михайло Кокшенов — Льова, моряк, наречений Ніни
- Микола Парфьонов — гість у Дар'ї
- Борис Новиков — гість у Дар'ї
- Олексій Бахарь — бригадир
- Олександр Вігдоров — кореспондент
- Олександр Лебедєв — Сеня
- Олександр Лук'янов — Юрочка
- Юрій Мартинов — Гліб Гнатович, майстер
- Володимир Носик — Митя
- Жанна Рижова — дівчинка з собакою
- Валентина Березуцька — гостя Дар'ї
- Володимир Гуляєв — гість Дар'ї
- Анатолій Єлісєєв — епізод
- Зоя Ісаєва — працівниця фабрики/гостя Дар'ї
- Валентина Колосова — працівниця фабрики
- Валерій Малишев — майор міліції
- Іоланта Мєднова — епізод
- Тетяна Решетникова — епізод
- Борис Руднєв — лікар
- Іван Турченков — дядько Аполлон
- Наталія Швець — працівниця фабрики
- В'ячеслав Молоков — механік
- Микола Сморчков — гість Дар'ї
- Лідія Драновська — гостя Дар'ї
- Віктор Волков — гість Дар'ї
- Віктор Лазарев — епізод

## Знімальна група
- Режисери — Олег Бондарєв, Володимир Чеботарьов
- Сценарист — Юрій Скоп
- Оператор — Борис Брожовський
- Композитор — Олександр Флярковський
- Художник — Саїд Меняльщиков